# リトル・アメリカ
『リトル・アメリカ』（原題: Little America）は、2020年から放送されているアメリカ合衆国のテレビドラマシリーズ。1話完結のアンソロジーシリーズで、現代アメリカの新しい移民たちの暮らしを様々な視点で描く。製作は『ビッグ・シック ぼくたちの大いなる目ざめ』のクメイル・ナンジアニ、『マスター・オブ・ゼロ』のアラン・ヤンなど。全8話のシーズン1は、2020年1月にApple TV+から世界同時に配信された。シーズン2の製作が決定している。

## キャスト

### シーズン1
エピソード1 「支配人」
- スラージ・シャルマ - 役: Kabir
- イーシャン・イナムダル - 役: young Kabir
- イシャン・ガンジー - 役: preteen Kabir

エピソード2 「ジャガー」
- ジャーネスト・コルチャド - 役: Marisol
- メリンナ・ボバディラ - 役: Gloria
- ジョン・オーティス - 役: Squash Coach
- ジェイミー・ゴア・ポウリク - 役: Charlotte Ansley

エピソード3 「カウボーイ」
- コンフィダンス（英語版） - 役: Iwegbuna
- トム・マッカーシー - 役: Professor Robbins
- チナザ・ウチェ - 役: Chioke
- エッベ・バッシー（英語版） - 役: Mma Udeh

エピソード4 「沈黙」
- メラニー・ロラン - 役: Sylviane
- ザカリー・クイント - 役: Spiritual Leader
- ビル・ヘック（英語版） - 役: Jack
- ギャヴィン・リー（英語版） - 役: Henry

エピソード5 「クッキー店」
- ケミヨンド・コウティーニョ（英語版） - 役: Beatrice
- イノセント・エカキチエ - 役: Brian
- スーザン・ベースメラ - 役: Yuliana
- フィリップ・ルスワタ -

エピソード6 「大賞当選者」
- アンジェラ・リン - 役: Ai
- X. リー - 役: Bo
- マドレーヌ・チャン - 役: Cheng

エピソード7 「岩」
- ショーン・トーブ - 役: Faraz
- シーラ・ボッソウ・オンミ - 役: Yasmin
- ジャスティン・アードゥート - 役: Behrad

エピソード8 「息子」
- ハーズ・スレイマン（英語版） - 役: Rafiq
- アダム・アリ - 役: Zain

## エピソード
| 通算 話数 | タイトル                                    | 監督             | 脚本                                                                       | 公開日        |
| --------- | ------------------------------------------- | ---------------- | -------------------------------------------------------------------------- | ------------- |
| 1         | "支配人" "The Manager"                      | ディーパ・メータ | en:Rajiv Joseph                                                            | 2020年1月17日 |
| 2         | "ジャガー" "The Jaguar"                     | Aurora Guerrero  | Dan LeFranc                                                                | 2020年1月17日 |
| 3         | "カウボーイ" "The Cowboy"                   | Bharat Nalluri   | 原案: Janicza Bravo & Brain Salveson 脚本: Brian Salveson & Mfoniso Udofia | 2020年1月17日 |
| 4         | "沈黙" "The Silence"                        | Sian Heder       | Sian Heder                                                                 | 2020年1月17日 |
| 5         | "クッキー店" "The Baker"                    | Chioke Nassor    | Casallina Kisakye                                                          | 2020年1月17日 |
| 6         | "大賞当選者" "The Grand Prize Expo Winners" | Tze Chun         | Tze Chun                                                                   | 2020年1月17日 |
| 7         | "岩" "The Rock"                             | Nima Nourizadeh  | Lee Eisenberg & Emily V. Gordon & クメイル・ナンジアニ                     | 2020年1月17日 |
| 8         | "息子" "The Son"                            | Stephen Dunn     | Amrou Al-Kadhi & Stephen Dunn                                              | 2020年1月17日 |

## 製作
2018年2月8日、AppleはEpic誌に掲載された実話集『Little America』をベースにしたテレビシリーズを開発していると発表した。2019年初頭にはニュージャージー州で撮影を開始。しかし、第1シーズンの第8話「The Son」（シリアからのゲイの亡命者を題材にしている）は、ドナルド・トランプの大統領令13780により、一部の俳優がアメリカに入国できなくなったため、カナダのケベック州で撮影が行われた。

## 評価

### 批評
本作は批評家から高い評価を受けている。映画批評集積サイトのRotten Tomatoesには36件のレビューがあり、批評家支持率は94%、平均点は10点満点で8.92点となっている。また、Metacriticには20件のレビューがあり、加重平均値は85/100となっている。